# جولييان بالاسيوس
جولييان بالاسيوس (بالإسبانية: Julián Palacios) هو لاعب كرة قدم أرجنتيني في مركز الوسط، ولد في 4 فبراير 1999 في مدينة جينرال بيكو في الأرجنتين. لعب مع نادي سان لورينزو.

## وصلات خارجية
- جولييان بالاسيوس على موقع قاعدة بيانات كرة القدم.إي يو (الإنجليزية)
- جولييان بالاسيوس على موقع Soccerway.com (الإنجليزية)